# Serge Allaire
 (janvier 2017).
Si vous disposez d'ouvrages ou d'articles de référence ou si vous connaissez des sites web de qualité traitant du thème abordé ici, merci de compléter l'article en donnant les références utiles à sa vérifiabilité et en les liant à la section « Notes et références ».
Pour les articles homonymes, voir Allaire.
Serge Allaire est un historien de l'art québécois.
Il a contribué à des ouvrages collectifs sur l'histoire de l'art québécois, réalisé des expositions sur la photographie québécoise, rédigé des catalogues d'expositions et collaboré à des revues telles que Études françaises.